# Condé-sur-Seulles
Condé-sur-Seulles ist eine französische Gemeinde mit 303 Einwohnern (Stand 1. Januar 2022) im Département Calvados in der Region Normandie (vor 2016 Basse-Normandie). Sie gehört zum Arrondissement Bayeux und zum Kanton Bayeux. Die Einwohner werden Condéens genannt.

## Geografie
Condé-sur-Seulles liegt etwa neun Kilometer südöstlich des Stadtzentrums von Bayeux am Seulles, der die östliche Gemeindegrenze bildet. Umgeben wird Condé-sur-Seulles von den Nachbargemeinden Nonant im Norden, Ducy-Sainte-Marguerite im Osten, Chouain im Süden, Juaye-Mondaye im Südwesten sowie Ellon im Westen.

## Bevölkerungsentwicklung
| Jahr                              | 1962 | 1968 | 1975 | 1982 | 1990 | 1999 | 2006 | 2019 |
| Einwohner                         | 137  | 137  | 141  | 146  | 162  | 206  | 228  | 292  |
| Quellen: Cassini, EHESS und INSEE |      |      |      |      |      |      |      |      |

## Sehenswürdigkeiten
- Kirche Notre-Dame aus dem 18. Jahrhundert

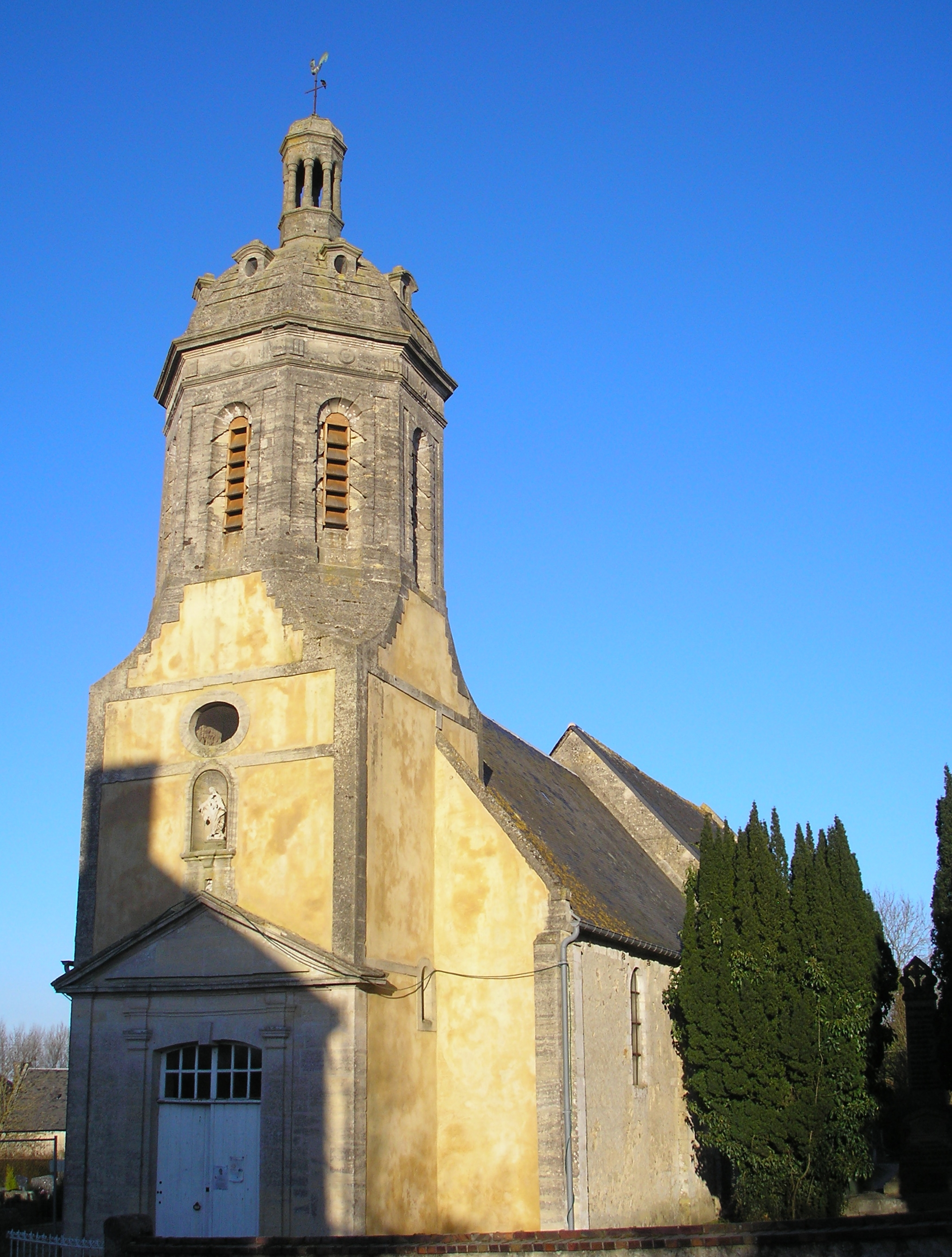
Kirche Notre-Dame

## Persönlichkeiten
- Audin de Bayeux (gestorben 1139), Bischof von Évreux (1113–1139)